# Macrodasys neapolitanus
Macrodasys neapolitanus is een buikharige uit de familie Macrodasyidae. Het dier komt uit het geslacht Macrodasys. Macrodasys neapolitanus werd in 1957 voor het eerst wetenschappelijk beschreven door Papi. 